# Condado de Garissa
El condado de Garissa es un condado de Kenia, situado en el este del país, en la frontera con Somalia. La capital es la ciudad de Garissa.
De los seiscientos mil habitantes del condado, aproximadamente medio millón viven en el campo de refugiados de Dadaab, que es el mayor campo de refugiados del mundo a fecha de 2015.

## Localización
El condado de Garissa tiene los siguientes límites:
| Noroeste: Condado de Isiolo    | Norte: Condado de Wajir | Noreste: Región de Jubbada Hoose, Somalia |
| Oeste: Condado del Río Tana    |                         | Este: Región de Jubbada Hoose, Somalia    |
| Suroeste: Condado del Río Tana | Sur: Condado de Lamu    | Sureste: Condado de Lamu                  |